# Raisamane
Raisamane is een bestuurslaag in het regentschap Belu van de provincie Oost-Nusa Tenggara, Indonesië. Raisamane telt 690 inwoners (volkstelling 2010).